# Alonso de Fonseca (Pedro Micó)
Don Alonso de Fonseca es un óleo sobre lienzo atribuido al pintor segoviano Pedro Micó.

## Alonso de Fonseca
Don Alonso de Fonseca y Ulloa fue el fundador del Colegio Mayor de Santiago el Cebedeo en Salamanca, más conocido por el nombre de Colegio del Arzobispo –por el arzobispado de Toledo que ostentó el fundador, entre 1523 y 1534– o simplemente como Colegio Fonseca. Perteneciente a una de las familias más influyentes de la Edad Moderna en España, hizo carrera en la Iglesia y en la política. Así, ocupó el arzobispado de Santiago de Compostela antes del de Toledo y llegó a pertenecer al Consejo Real de Carlos V. Su mecenazgo cultural abarca obras artísticas, arquitectónicas y literarias, de la que sin duda la más importante -por su interés personal y los caudales a ella destinados- fue el colegio salmantino, en cuya capilla fue enterrado.
En el cuadro atribuido a Pedro Micó se le representa sedente, de cuerpo entero, con el torso frontal y el rostro girado en un perfil de tres cuartos, en dirección contraria a la disposición de sus piernas. Viste sotana, sobrepelliz con encajes, a los que añade la muceta y el birrete negro, es decir, la típica indumentaria académica, sobre la que destacan algunas joyas: una cruz pectoral de esmeraldas y un anillo. Su mirada se dirige al espectador, mientras su mano derecha señala en dirección del vano que permite contemplar el colegio de su fundación.
La vista del colegio es la de la fachada principal, que se desarrolla sobre un atrio alto limitado por columnas y cadenas, donde se despliega la portada en dos pisos, enmarcada por columnas dobles y, a la derecha, la capilla con su crucero y cimborrio sobresalientes, limitando más allá con la Hospedería dieciochesca, articulada por dos niveles de balcones. En esta vista del colegio se pueden apreciar los alargados ventanales de la capilla parcialmente cegados, tal y como estuvieron desde época incierta, hasta la restauración de 1968.
La habitación en que se halla el arzobispo es de suelo embaldosado en blanco y negro de torpe perspectiva. En ella se ubican algunos muebles: una mesa cubierta por un tapete verde, sobre la que figuran objetos alusivos al personaje: una mitra arzobispal, una escribanía de plata, más una serie de libros y papeles; delante se sitúa la silla de tipo isabelino -que desentona con el decorado del XVII que Micó pretendió imitar-, rematada en molduras curvas; al fondo, tras un cortinón recogido en un lateral, se vislumbra una estantería llena de libros, que recuerdan su interés por la cultura.
En la composición sigue modelos barrocos, del tipo del retrato de Fray Gonzalo de Illescas de Francisco de Zurbarán, si bien también se han señalado posibles influencias del retrato de cuerpo entero de don Diego de Anaya. Para la caracterización del personaje, probablemente recurriría al grabado calcográfico que se incorpora en la Historia del Colegio Viejo de Rojas y Contreras, publicado en 1768, donde también aparece con bigote.
El cuadro es un óleo sobre lienzo algo deteriorado, lo que ha provocado, sobre todo, pérdidas del color. Este retrato sustituiría a dos anteriores que tuvo el colegio, desaparecidos.

## El autor: Pedro Micó
Sendín Calabuig atribuyó esta obra a Pedro Micó, pintor segoviano, que la pintaría hacia 1835, en el contexto de las obras emprendidas por el colegio tras la ocupación del mismo por los Irlandeses. También estaría implicado en la restauración y limpieza del retablo de la capilla del colegio (1832-33) -donde llegó a hacer dos tallas de bulto de San Pedro y San Pablo- y en la decoración de la sala rectoral del colegio (1833-34), donde pintó catorce medallones en grisalla y laúrea dorada, reproduciendo algunas de las empresas que ilustran la obra de Diego de Saavedra Fajardo, Idea de un Príncipe Político Christiano o Empresas Políticas (1ª edición Munich, 1640).
Como pintor fue mediocre y recibiría duras críticas de Huerta Fuentes, quien valora el retrato de Fonseca como "malo, de factura tímida y amanerada con dibujo desgraciado y mal colorido que hoy se ha vuelto efecto del uso de malos colores, como lo prueba el cielo verde que se descubre por una ventana y el tapete bicolor que cubre la mesa, que suponemos no serían caprichos del autor".
Micó fue, además, uno de los comisionados civiles que en 1835 acompañaron en Salamanca al académico Valentín Carderera en su labor de recolección de objetos artísticos de monasterios y conventos desamortizados. En 1854 formaría parte de la Comisión Provincial de Monumentos Históricos y Artísticos de Salamanca y, así, estuvo implicado en la exhumación de los restos mortales de Fray Luis de León.
En 1863 le fue encargada la restauración del paso procesional de "La caída" o "La Verónica", de la cofradía de la Vera Cruz de Salamanca, pero no fue del agrado de los cofrades, quienes al año siguiente lo encargaron a otros pintores, el italiano Basilio M. y Leopoldo Rovelo.